# Maškarní ples (opera)
Maškarní ples (italsky Un ballo in maschera) – podtitul: Amelia – je opera o třech aktech od Giuseppe Verdiho. Libreto opery vytvořil Antonio Somma podle dramatu Gustave III: ou le bal masqué, které napsal Eugène Scribe. Premiéra opery se konala 17. února 1859 v Teatro Apollo v Římě.

## Okolnosti vzniku
Již od roku 1843 se Giuseppe Verdi zabýval myšlenkou zkomponovat operu na téma Shakespearovy hry Král Lear. Pověřil básníka Antonia Sommu, aby napsal k tomuto tématu operní libreto. Když však Verdi obdržel smlouvu s Teatro San Carlo v Neapoli na nové dílo k uvedení v roce 1858, požádal Sommu, aby práci na tomto libretu přerušil. Verdi si totiž přál, aby pěvkyně Maria Piccolomini zpívala roli Cordélie v Králi Learovi, ta však nebyla k dispozici. Proto se začal věnovat jinému dílu.
Jeho volba padla na divadelní hru Gustav III. od Eugèna Scribeho, což je drama o životě a smrti švédského krále, které bylo zhudebněno již v roce 1833 francouzským skladatelem Danielem Auberem.